# کانونت (لوئیزیانا)
کانونت (به انگلیسی: Convent) شهری در ایالت لوئیزیانا کشور ایالات متحده آمریکا است که جمعیت آن در سرشماری سال ۲۰۱۰ میلادی، ۷۱۱ نفر بوده‌است.